# (6657) Otukyo
(6657) Otukyo ist ein Asteroid des Hauptgürtels der am 17. November 1992 vom japanischen Astronomen Atsushi Sugie am Dynic Astronomical Observatory (Sternwarten-Code 402) in der Präfektur Shiga entdeckt wurde.
Der Asteroid wurde am 9. Mai 2001 nach der Stadt Ōtsu in der Präfektur Shiga benannt, die unter Tennō Tenji (626–672) von 667 bis 672 Hauptstadt Japans war.